# Cariblatta seabrai
Cariblatta seabrai är en kackerlacksart som beskrevs av Rocha e Silva och Guilherme A.M.Lopes 1975. Cariblatta seabrai ingår i släktet Cariblatta och familjen småkackerlackor. Inga underarter finns listade.